# 지민 (가수)
지민(본명: 박지민, 본명 한자: 朴智旻, 1995년 10월 13일 ~ )은 대한민국의 보이 그룹 방탄소년단의 리드보컬, 메인댄서를 맡고 있다. 
한국 솔로 가수 최초로 빌보드 Hot 100 차트에 1위로 핫샷 데뷔한 기록과 함께 한국 솔로 가수 최초이자 유일하게 빌보드 아티스트100 차트 1위에 올랐다.
빌보드 HOT100 차트에서 아시아 아티스트 최장기 차트인 기록 경신 및 빌보드 200, 빌보드 아티스트 100까지 3대 메인차트에서 kpop 솔로가수 최장기 차트인 기록을 경신했다. 또한 영국 오피셜 차트에서 싸이에 이어  kpop 가수 두 번째 최장기 차트인 기록을 가지고 있다..
또한 한국 솔로 가수 중 최단기간에 스포티파이 10억 스트리밍을 달성하여 기네스에 등재되었고.스포티파이 개인 크레딧 70억 이상 스트리밍을 기록중이며, 협업없는 솔로곡만으로도 50억 이상 스트리밍을 돌파한 최초이자 유일한 K팝 솔로 가수이다.10억이상 스트리밍된 솔로곡 두곡을 가진 유일한 K팝 솔로 가수이기도 하다.

## 학력
- 회동초등학교(졸업)
- 윤산중학교(졸업)
- 한국예술고등학교(졸업)
- 글로벌사이버대학교(방송연예학과)
- 한양사이버대학교 대학원(광고미디어학과)

## 생애

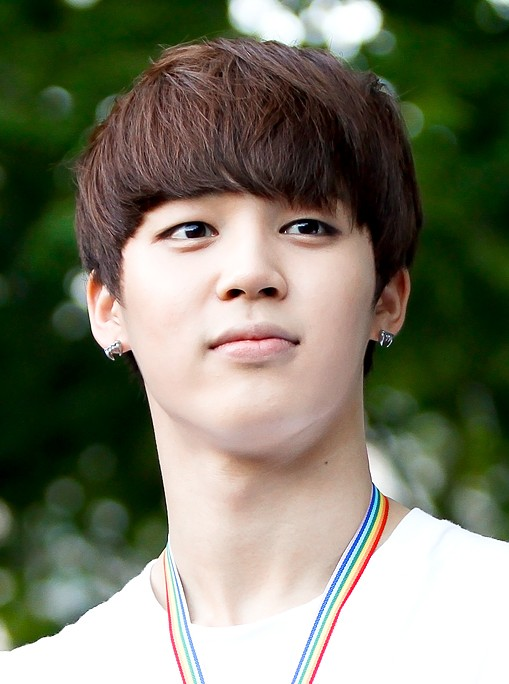
2013년 지민 데뷔 당시의 모습

지민(박지민)은 1995년 10월 13일 대한민국 부산광역시 금정구 회동동에서 태어나 성장했다. 그는 2남 중 장남으로 남동생(1997년 출생)이 한 명 있다. 회동초등학교와 윤산중학교를 졸업했다. 그는 학창시절에 9년 동안 반장과 부반장으로 활동했을 정도로 학업 성적도 우수하고 모범생이었다. 특히 수학과 과학 과목을 좋아한 이과형이었다고 한다.부모님은 지민이 학업 성적이 우수하였기에 과학고등학교에 진학하기를 원했지만 중학교 3학년 때 가수가 되고 싶다는 꿈이 생긴 지민은 부산예술고등학교로 진학해 현대무용을 배우고 그것을 음악과 결합시켜 가수가 되겠다는 구체적인 글을 써서 부모님께 보여드렸다고 한다. 자신이 하고 싶은 일에 대해 정확히 알고 완벽한 미래 계획까지 적어온 아들의 꿈을 부모님은 큰 반대 없이 지지해주었다고 한다. 그렇게 현대무용을 배운지 1년도 되지 않았음에도 부산예술고등학교 전체수석으로 무용과(현대무용 전공)에 입학하였다. 18살 때인 고등학교 2학년 시절 빅히트 엔터테인먼트 부산 지역 공개 오디션을 통해 연습생으로 발탁되어 서울로 상경하였다. 당시 엄청난 수의 지원자 중에 단 한 명 합격한 게 지민이었다고 한다. 지민의 담임 선생님은 지민의 순수예술 쪽의 재능이 아까워 아이돌이 되겠다는 지민을 만류했었다고 한다. 이후 서울 한국예술고등학교에 전학해 동갑인 뷔와 학교를 같이 다녔다. 2014년 2월에 졸업한 지민은 글로벌사이버대학교를 거쳐 2024년 현재 군복무 중으로, 한양사이버대학교 대학원을 휴학 중이다. 2023년 12월 12일 입대한 지민은 훈련소 수료식에서 1등 훈련병에게 주는 최우수 훈련병 사단장 표창을 받았고 2024년 6월 특급 전사로 선발되어 조기 진급했으며 2025년 6월 11일 전역했다.
2013년 6월 13일, 지민은 엠넷 《엠카운트다운》을 통해 방탄소년단 멤버로서 공식적으로 데뷔했다. 6월 12일 데뷔 싱글 앨범 《2 COOL 4 SKOOL》를 발매했다. 지민은 또한 동료 멤버인 RM, 슈가, 진, 제이홉, 그리고 뷔와 공동 작곡한 '흥탄소년단'의 작사에 첫 참여했다.
2016년 10월 그는 방탄소년단의 두 번째 정규 앨범 《WINGS》에서 소년의 고뇌를 담은 "Lie"라는 첫 솔로곡을 발표했고, 2017년 9월 18일, 'serendipity'라는 두번째 솔로곡을 발표했다. 그리고 2018년 12월 31일, 자작곡 '약속'을 세계최대 음원공유사이트인 사운드클라우드에 기습 발표했는데, 폭발적인 조회수에 해당 사이트가 잠시 마비되기도 했다. 이 곡은 사운드 클라우드 관련해서 "발매 24시간 최다 스트리밍 기록"과 "플랫폼 내 가장 많이 스트리밍된 곡"이라는 기네스 월드 레코드를 두 개 가지고 있다. 2020년 2월 21일에는 《MAP OF THE SOUL : 7》 수록곡인 'Filter'로 세 번째 솔로곡까지 발표했다. 또한  《MAP OF THE SOUL : 7》 수록곡 중 지민이 프로듀서로 참여한 '친구'는 2021년 마블 영화인  「이터널스」의 OST로 삽입되기도 했는데, 마블 영화의 삽입곡 중 한국어곡 최초 정식 등록이라는 기록을 갖게 되었다. 이후 2023년 5월 미국의 대표적인 시리즈 영화인 「분노의 질주 : 라이드 오어 다이」의 OST인 'Angel Pt.1'에 제이크, 코닥 블랙, NLE 초파, 무니 롱과 함께 참여한다.
2022년 4월 24일, 드라마 「우리들의 블루스」의 OST인 'With You'를 하성운과 함께 부르는 것으로 첫 솔로로서의 대외활동을 시작한다. 2023년 1월 13일 발표된 빅뱅 태양의 'VIBE'에는 가창자는 물론, 작곡자로서 참여하게 된다.
2023년 3월 17일 자신의 자전적 이야기를 담아 전곡의 작사·작곡에 참여한 첫번째 솔로앨범인 《FACE》의 선공개곡 'Set Me Free Pt.2'가 공개된다. 강렬하고 파워풀한 안무중심의 뮤직비디오를 통해 '퍼포먼스의 제왕'으로서의 진면모를 보여준 곡으로 공개 직후 미국 빌보드 'HOT100'에 KPOP 솔로 최고 데뷔 순위인 30위에 올랐다. 3월 24일 정식발매된 같은 앨범의 타이틀곡인 'Like Crazy'는 빌보드 메인 차트인 HOT100에 진입과 동시에 1위로 직행한 역대 66번째 곡이 된다. 이 곡은 또한 한국인 솔로가수 최초의 HOT100 1위곡이라는 기록과 함께 솔로가수 최초 아티스트 차트 1위라는 타이틀도 가져다 주었다. 《FACE》는 초동 145만장 이상 판매로 당시 한터차트 역대 솔로 아티스트 음반 초동 1위에 오르기도 했다. 'Like Crazy'는 2024년 4월 3일 한국어 솔로곡으로는 최초로 스포티파이 10억 스트리밍을 달성하며 또다른 기네스 월드 레코드 인증을 받았다. 2024년 10월 28일 기준 스포티파이에서 한국어 노래 최초로 13억 스트리밍을 넘어섰다.
두번째 앨범인 《MUSE》는 먼저 2023년 12월 22일 팬송인 'Closer Than This', 2024년 6월 28일 앨범의 선공개곡 '스메랄도 가든 마칭 밴드(feat. 로꼬)'를 순차적으로 공개한다. '스메랄도 가든 마칭 밴드(feat. 로꼬)'는 2024년 발매된 KPOP 곡 중 최고의 스트리밍 성적을 자랑하며 포브스지가 '함께하는 모든 것을 황금으로 만든다는 미다스 지민의 파워'를 보여준 곡으로 빅뱅 태양에 이어 로꼬를 빌보드 아티스트 차트에 올린다. 2024년 7월 19일 정식 발매된 지민의 두번째 앨범인 《MUSE》의 타이틀곡 'WHO'는 KPOP 아티스트의 솔로곡 중 최고의 기록으로 스포티파이에 데뷔했으며 전 세계 119개 국가 및 지역 아이튠즈 '톱 송'차트 1위에 오르는데 5일 10시간 20여분 밖에 안걸려 역대 최단 시간 올킬의 기록을 스스로 또 한번 갈아치웠다. 'Filter', 'With You', 'Like Crazy', 'Closer Than This', '스메랄도 가든 마칭 밴드'에 이어 6번째로 올킬 6곡을 보유한 전 세계 최초이자 유일한 아티스트가 되었다. 2024년 12월 현재 지민은 한국 스포티파이 Daily Top 차트에서 1위를 가장 많이 한 아티스트로 그 기록은 계속 갱신중이다. 또한 앨범 타이틀곡 ‘WHO’는 스포티파이에서 발매 133일만에 11억번 스트리밍되 남자 솔로곡 중 최단 기록을 갱신함과 동시에 스포티파이 역대 4번째로 빠른 기록을 만들어냈다.

## 음반 활동

### 차트 노래
| 제목                                                             | 연도      | 최고 차트 순위        | 최고 차트 순위 | 판매량                               | 수록 음반              |
| 제목                                                             | 연도      | 대한민국 써클(구가온) | 미국 빌보드    | 판매량                               | 수록 음반              |
| 솔로 참여                                                        | 솔로 참여 | 솔로 참여             | 솔로 참여      | 솔로 참여                            | 솔로 참여              |
| ---------------------------------------------------------------- | --------- | --------------------- | -------------- | ------------------------------------ | ---------------------- |
| Lie                                                              | 2016      | —                     | —              | - 대한민국: - 미국:골드인증획득      | WINGS                  |
| Intro : Serendipity Serendipity(Full Length Edition)             | 2017      | 23                    | -              | - 대한민국: - 미국:골드인증획득(FLE) | LOVE YOURSELF 承 'Her' |
| filter                                                           | 2020      | 97                    | 87             | - 대한민국: - 미국:골드인증획득      | MAP OF THE SOUL : 7    |
| Set Me Free Pt.2                                                 | 2023      |                       | 30             | - 대한민국: - 미국:골드인증획득      | FACE                   |
| Like Crazy                                                       | 2023      | 70                    | 1              | - 대한민국: - 미국:플래티넘인증획득  | FACE                   |
| Smeraldo Garden Marching Band                                    | 2024      |                       | 88             | - 대한민국: - 미국:골드인증획득      | MUSE                   |
| Who                                                              | 2024      |                       | 12             | - 대한민국: - 미국:플래티넘인증획득  | MUSE                   |
| "—" 표시는 차트에 진입하지 못함을 의미함(2010년 이전 자료 없음). |           |                       |                |                                      |                        |

### 사운드 클라우드에 공유된 솔로곡
| 제목                            | 연도 |
| ------------------------------- | ---- |
| 약속(promise)                   | 2018 |
| 크리스마스 러브(Christmas Love) | 2020 |

### 작사·작곡 참여
| 연도 | 수록 음반           | 노래(곡)     | 작사 | 작사                                                    | 작곡 | 작곡                                                    |
| 연도 | 수록 음반           | 노래(곡)     | 참여 | 공동                                                    | 참여 | 공동                                                    |
| ---- | ------------------- | ------------ | ---- | ------------------------------------------------------- | ---- | ------------------------------------------------------- |
| 2015 | 화양연화 pt.1       | "흥탄소년단" | 예   | 슈가, 피독, 방시혁, RM, 제이홉, 진, 뷔                  | 예   | 슈가, 피독, 방시혁, RM, 제이홉, 진, 뷔                  |
| 2016 | WINGS               | "Lie"        | 예   | DOCS, 수민(SUMIN), 방시혁, 피독                         | 예   | DOCS, 수민(SUMIN), 방시혁, 피독                         |
| 2020 | MAP OF THE SOUL : 7 | "친구"       | 예   | 피독, 지민, supreme boy, ADORA, Martin Sjølie, 스텔라장 | 예   | 피독, 지민, Supreme boy, ADORA, Martin Sjølie, 스텔라장 |

## 수상 목록

### 가요 프로그램 1위
| 연도            | 수상 내역 (총 9회) |
| --------------- | --- |
| 2023년 (총 5회) | - Set Me Free Pt.2 (총 1회) - 3월 23일 Mnet 《엠카운트다운》 1위 - Like Crazy (총 4회) - 3월 30일 Mnet 《엠카운트다운》 1위 - 3월 31일 KBS2 《뮤직뱅크》 K-Chart 1위 - 4월 6일 Mnet 《엠카운트다운》 1위 (2주 연속) - 4월 7일 KBS2 《뮤직뱅크》 K-Chart 1위 (2주 연속)                                         |
| 2024년 (총 )    | - Closer Than This (총 1회) - 1월 11일 Mnet 《엠카운트다운》 1위 - Smeraldo Garden Marching Band (feat. 로꼬) (총 2회) - 7월 11일 Mnet 《엠카운트다운》 1위 - 7월 18일 Mnet 《엠카운트다운》 1위 (2주 연속) - Who (총 2회) - 8월 8일 Mnet 《엠카운트다운》 1위 - 8월 15일 Mnet 《엠카운트다운》 1위 (2주 연속) |

## 시상식
- 2023년 브라질 SEC AWARDS: 올해의 EP/인터내셔널 앨범상
- 2023년 제6회 더 팩트 뮤직 어워즈: 아이돌플러스 인기상
- 2023년 BreakTudo 어워즈: Hit Internacional
- 2023년 엠넷 아시안 뮤직 어워즈: 베스트 남자 아티스트상
- 2024년 제33회 하이원 서울가요대상: 본상
- 2024년 31주년 한터뮤직어워즈: 2023 올해의 아티스트 본상
- 2024년 31주년 한터뮤직어워즈: 2023 글로벌 아티스트상
- 2024년 미국 The Webby Awards: Viral Video
- 2024년 미국 The Webby Awards: Advertising Media & PR, Media and Entertainment
- 2024년 2024MTVEMA: BEST KPOP 수상
- 2024년 BreakTudo 어워즈: International Rising Artist
- 2024년 BreakTudo 어워즈: Hit Internacional do Ano
- 2024년 엠넷 아시안 뮤직 어워즈 팬스 초이스 male 톱10
- 2024년 엠넷 아시안 뮤직 어워즈: 대상_ 비자 팬스 초이스 오브 더 이어
- 2024년 미국 BMI London 어워즈: Most-Performed Songs of the Year
- 2024년 프랑스 Pure Chart 어워즈: International Male Artist of the Year
- 21024년 아시안 팝 뮤직 어워즈: Best Dance Performance
- 2024년 아시안 팝 뮤직 어워즈: People's Choice Award TOP10
- 2024년 아시안 팝 뮤직 어워즈: Albums of The Year TOP20
- 2024년 아시아 아티스트 어워즈: 솔로 부문 베스트 뮤지션상
- 2025년 한터뮤직 어워즈: 글로벌 아티스트 인 유럽
- 2025년 미국 아이하트 라디오 뮤직 어워즈: K-Pop Song of the Year
- 2025년  미국 BMI Pop 어워즈:

Most-Performed Songs of the Year
- 2025년 스페인 TOP50 Music 어워즈: International Best Album
- 2025년 제34회 서울가요대상 한류 특별상
- 2025년 브라질 SEC AWARDS: 올해의 EP/인터내셔널 앨범상

## 사건

### 광복 티셔츠

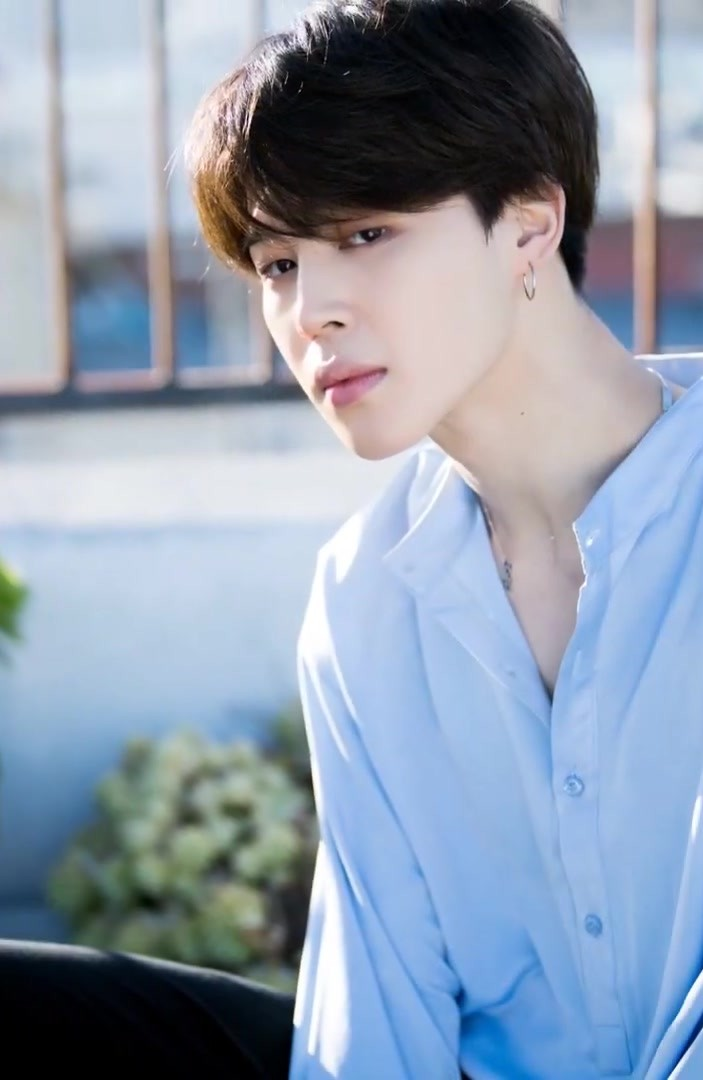
2018년 지민의 모습

2018년 10월 26일 일본 ‘도쿄스포츠’의 한 매체는 “방탄소년단 멤버 지민이 원자폭탄 티셔츠를 입었다” 며 “홍백가합전 출연이 내정되는 등 일본에서 인기가 많은 데도 반일 자세를 숨기지 않는다”고 비난했다.
해당 티셔츠에는 ‘애국심’이라는 뜻의 영문 ‘Patriotism’과 광복을 맞아 만세를 부르는 우리 민족의 모습, 그리고 제 2차 세계대전에서 일본을 항복시킨 ‘원폭구름’, 마지막으로 태극기 이미지가 프린팅 되어 있다.
대한민국 국민이 광복을 기리는 것은 매우 당연한 일이지만 일본 내에서는 원자폭탄 티셔츠가 문제라고 제기하였다. 엄청난 수의 민간인 사상자를 낸 일본의 아픈 역사에 대한 배려가 없었다고 주장한다.
2018년 11월 13일 논란이 번지는 속에서도 침묵하던 BTS는 보름 만에 소속사의 입장문 발표로 대응을 시작했다. “이번에 문제 제기된 사안 뿐만 아니라 다양한 사회‧역사‧문화적 배경에 대해 이해를 기반으로 빅히트 및 소속 아티스트들이 활동하는 세부적인 부분까지 세심하게 살펴 저희로 인해 마음의 상처를 받는 분들이 없도록 더 주의를 기울이겠다”며 정중히 사과했다.